# Кода ди Гато (Венеција)
Кода ди Гато (итал. Coda di Gatto) је насеље у Италији у округу Венеција, региону Венето.
Према процени из 2011. у насељу је живело 47 становника. Насеље се налази на надморској висини од 0 м.